# Villa Godi
Villa Godi è una villa veneta situata a Lonedo di Lugo di Vicenza. È una delle prime opere di Andrea Palladio, la prima documentata con sicurezza, in quanto riportata dallo stesso architetto veneto nel suo trattato I quattro libri dell'architettura (1570). La progettazione dell'edificio, commissionato dai fratelli Gerolamo, Pietro e Marcantonio Godi, iniziò nel 1537 per concludersi nel 1542, con modifiche successive sull'ingresso e sui giardini sul retro.
Assieme alle altre ville palladiane del Veneto, è inserita (dal 1996) nell'elenco dei patrimoni dell'umanità dell'UNESCO.
La villa ha grandi giardini aperti al pubblico ogni pomeriggio per tutto il corso dell'anno. Il complesso ospita anche un museo paleontologico con centinaia di fossili di piante e animali della zona e il museo della Grande Guerra "La villa del Principe".

## Storia

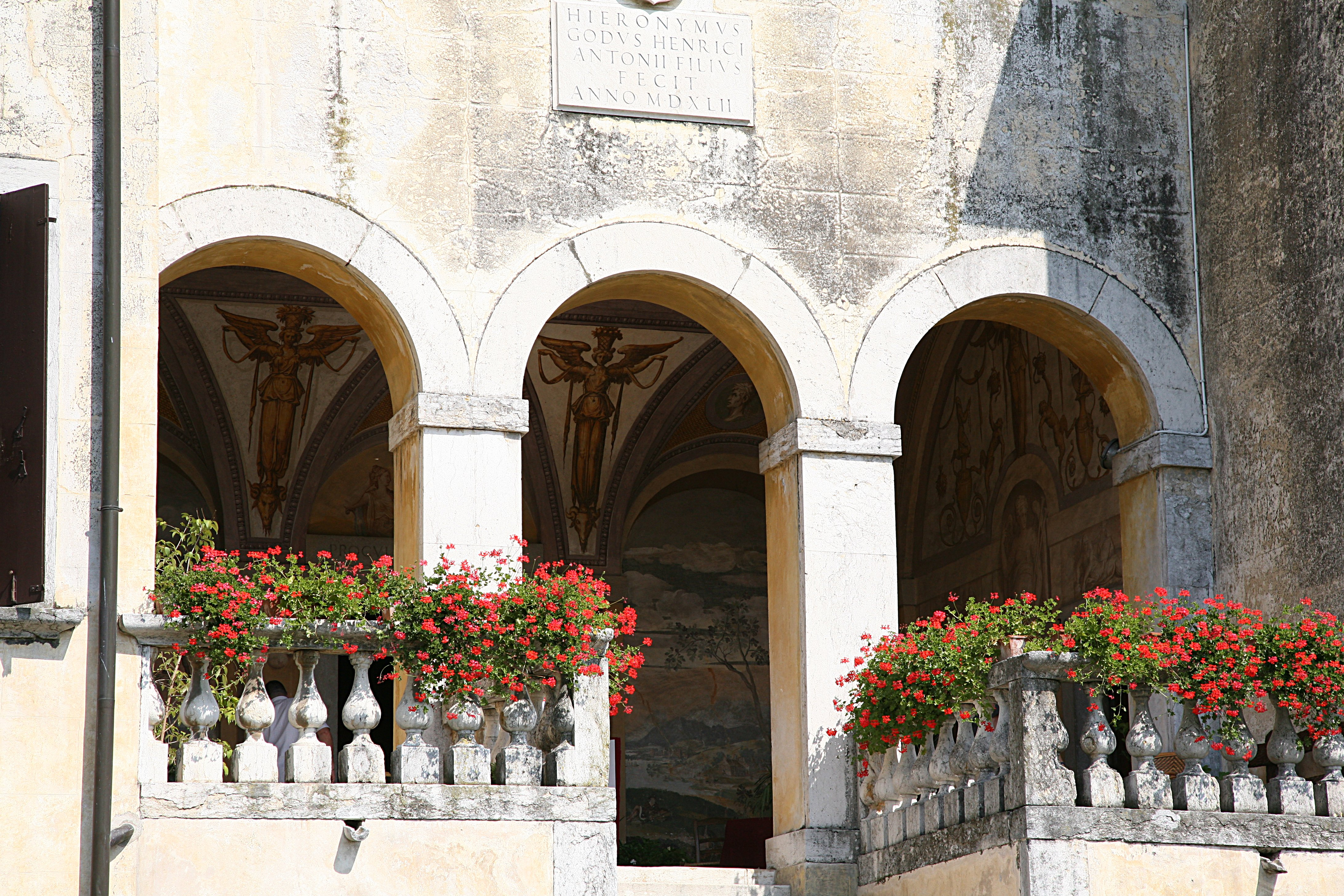
Loggia e lapide dedicatoria

Il progetto palladiano di una villa per i fratelli Gerolamo, Pietro e Marcantonio Godi a Lonedo iniziò nel 1537 per concludersi nel 1542. Con ogni probabilità non si trattò di un incarico autonomo, ma piuttosto di una commissione ottenuta dalla bottega di Gerolamo Pittoni e Giacomo da Porlezza, all'interno della quale il giovane Andrea rivestiva il ruolo di specialista per l'architettura. In realtà i lavori di ristrutturazione della tenuta di famiglia cominciarono già nel 1533, per volontà del padre Enrico Antonio Godi, con la costruzione di una barchessa dorica nel cortile di sinistra.
Prima opera certa di Andrea Palladio, che ne dichiara la paternità nei Quattro libri, villa Godi segna la tappa iniziale del tentativo di costruire una nuova tipologia di residenza in campagna, dove è evidente la volontà di intrecciare temi derivanti dalla tradizione costruttiva locale con le nuove conoscenze che Palladio stava via via acquisendo grazie all'aiuto di Gian Giorgio Trissino.
L'esito è quello di un edificio severo, in cui è bandito ogni preziosismo decorativo tipico della tradizione quattrocentesca.
A partire dalla fine degli anni 1540 ebbe inizio la campagna decorativa degli interni, dovuta in un primo momento a Gualtiero Padovano, che affrescò la loggia e l'ala destra dell'edificio, e successivamente (primi anni 1560) a Giovanni Battista Zelotti, che intervenne nel salone e nelle sale dell'ala sinistra, e a Battista del Moro, cui si deve l'ultima stanza antistante la loggia.
Contemporaneamente alla campagna decorativa, Palladio interviene nuovamente sul corpo dell'edificio, modificando l'apertura posteriore del salone e realizzando il giardino retrostante a emiciclo e la vera da pozzo.

### Storia contemporanea
Villa Godi Malinverni, durante il periodo della prima guerra mondiale, ospitò diversi reparti dell'esercito e il capo dello stato maggiore britannico Lord Cavan vi stabilì il suo comando. Qui soggiornò, per alcuni mesi, il Principe di Galles Edoardo.
È stata inserita ne 1996 nell'elenco dei patrimoni dell'umanità dell'UNESCO.
La dimora storica è sempre aperta al pubblico. Al suo interno, nelle antiche barchesse, è stato ricavato un ristorante con cucina tipica tradizionale veneta. La villa è ancora abitata e alcuni dei suoi appartamenti sono stati messi a disposizione dei turisti.
Nel 2018 vi è stato inaugurato il museo della Grande Guerra "La villa del Principe".

## Descrizione
Chiaramente simmetrico, l'edificio è impostato su una netta definizione dei volumi, ottenuta arretrando la parte centrale della facciata, aperta da tre arcate in una loggia. La stessa forte simmetria organizza la planimetria dell'edificio, impostata lungo l'asse centrale costituito da loggia e salone, al quale si affiancano gerarchicamente due appartamenti di quattro sale ciascuno.  L'architettura dell'edificio ripropone volutamente diversi elementi tipici del castello e delle costruzioni medievali, scelta compiuta per necessità tecniche quanto estetiche. Vi è ad esempio la colombara che permette di vedere l'intera pianura sottostante, potendo così vigilare e controllare il territorio circostante in caso di attacco. La scalinata centrale che porta alle sale nobili è circoscritta al solo arco centrale della loggia, e richiama certamente il concetto del ponte levatoio tipico degli edifici medievali, per rispondere all'esigenza di controllare gli accessi agli spazi privati.

Villa Godi ne I quattro libri dell'architettura di Palladio (1570)
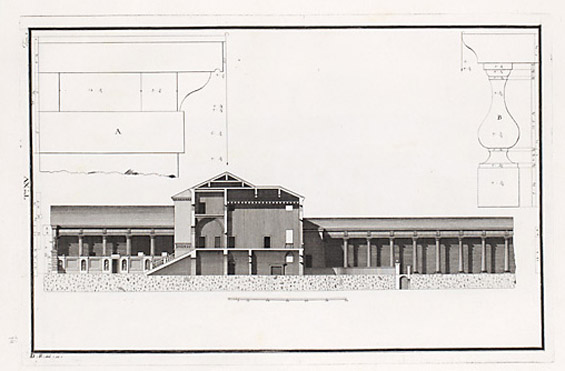
Sezione (Ottavio Bertotti Scamozzi, 1778)

### Interni e scuole pittoriche
Sono visitabili ben nove saloni affrescati, mantenuti in perfetto stato: dalla sala dell'Olimpo al Salone centrale, alto 9 metri. Sul soffitto si possono ancora osservare le decorazioni a cassettoni. I nomi degli artisti che hanno lavorato alla decorazione interna della Villa sono indicati dallo stesso Palladio nei suoi Quattro Libri di Architettura, e sono: Gualtiero Padovano (Padova, 1510 circa-1552), Battista Del Moro (Verona, 1514-1575) Giovanni Battista Zelotti (Verona, 1526-Mantova, 1578). Gli interni della dimora hanno quindi una caratteristica pressoché unica: qui convivono, perfettamente in armonia, due distinte scuole pittoriche, nettamente diverse tra loro e fortemente riconoscibili nonostante la loro contemporaneità: la scuola classica e la scuola mistica. Le differenze tra le due correnti sono perlopiù inerenti ai temi trattati dai dipinti e ai colori utilizzati. 
Gli stessi tre artisti sono ben diversi tra loro per temi e vocazione: Gualtiero Padovano si ricorda per essere stato un grande paesaggista, e attraverso i suoi affreschi racconta i paesaggi veneti e vicentini e scene di vita della zona. Giovanni Battista Zelotti, il più importante degli artisti che operarono nella villa, è invece un ritrattista classico che trae ispirazione dall'immaginario mitologico greco, così come Battista Del Moro.
Nell'ala sinistra della Villa e nel salone centrale, si ammirano i dipinti di Del Moro e Zelotti, appartenenti alla scuola classica. Qui l'immaginario è quello dell'Olimpo: le figure maschili sono virili e forti, mentre la femminilità racconta l'abbondanza e la fertilità; si trovano paesaggi che richiamano la Grecia, Dei, Cariatidi e scene epiche. Sono privilegiati i colori pastello, come il rosa antico, l'azzurro zaffiro e il giallo ocra. Un valido esempio di quest'ala è la piccola Sala delle Arti, che mostra figure dorate, allegorie dell'arte, in un'architettura dipinta ad arcate, incorniciata da trofei, strumenti musicali e putti. Una finestra cieca apre illusionisticamente lo sguardo su un paesaggio idilliaco, con rovine greche.
L'ala destra della villa è invece popolata da affreschi della scuola mistica, realizzati da Padovano e restaurati dopo la Prima Guerra Mondiale. Preponderante è l'uso della simmetria e di colori molto più sgargianti, come il verde acido ed il giallo brillante. Qui le scene riproposte hanno sempre un velo di inquietudine e rimandano spesso alla venerazione del focolare domestico. Ricorrenti le figure ambigue, come i satiri e i telamoni, figure ibride tra colonne e uomini, o colonne ed animali, che ricordano un immaginario angosciante e demoniaco. Anche qui il rimando alla mitologia classica è preponderante, ma a differenza della scuola classica, presenta sfumature più cupe.
Villa Godi Malinverni, oltre a custodire tali affreschi, espone all'interno delle sue sale alcune opere di Pietro Annigoni, uno dei più importanti ritrattisti italiani del ventesimo secolo, tra cui il famoso dipinto La strega.

### Sale

#### Sala dell'Olimpo
Affrescata da Battista Zelotti, rappresenta tutti gli dei e la caduta del Dio Vulcano. L'ambiente è classicheggiante, con affreschi che ricreano il mondo idilliaco di un tempio greco, tra colonne e piccoli timpani. Tra le divinità vi sono: Giove e Giunone, Cibele, Cerere, Mercurio, Crono, Diana, Venere e Cupido, Bacco, Marte e Nettuno. La sensazione che si ha entrando nella stanza è la percezione di trovarsi in un luogo pieno di persone senza che nessuno di essi si curi di chi sta entrando; l'intento era quello di rappresentare l'indifferenza delle divinità alle vicende dell'osservatore mortale. L'ampio lampadario di vetro di Murano è originale e risale al Settecento.

#### Sala di Venere
Sempre di Zelotti, questa stanza prende il nome dall'affresco posizionato sul camino, di cui la dea dell'amore è la protagonista, insieme a Cupido e Vulcano. Anche qui ci si trova circondati da colonne ioniche e rappresentazioni di divinità, come la Giustizia, Plutone e Crono. La scena mitologica che prende vita di fronte al camino ritrae Enea e Didone. Sul lato vi è una porta finta da cui escono due persone, sopra la porta finta è raffigurata la Prudenza, mentre sopra la porta vera dall'altro lato della stanza è raffigurata la Temperanza. Il lampadario di legno arriva da una galea veneziana e risale al Seicento.

#### Sala delle muse e dei poeti
A opera di Battista del Moro, e dal forte stampo classico, la sala è una rappresentazione dell'arte sublime. 
Le cariatidi monocromatiche sostengono una trabeazione che raffigura putti, libri e strumenti musicabili. Gli altri personaggi coronati di alloro sono identificabili come poeti, come vuole la tradizione classica. Questi sono accompagnati da nove figure femminili, che ricordano lo stile della Grecia antica, e che grazie agli accessori che le accompagnano si possono identificare come le Nove Muse, rappresentatrici delle arti. Particolarmente riconoscibile è la musa dell'Astronomia Urania, sulla destra avendo la porta alle spalle. Sul camino vi è un ulteriore rimando all'arte e alla poesia: qui si ritrova Dante Alighieri. Sul soffitto vi è un lampadario del Settecento originale, in vetro di Murano.

#### Sala delle arti
Realizzata da Battista Zelotti la sala è così rinominata poiché il cuore dei suoi affreschi sono le allegorie delle Arti. Queste figure sono dipinte su finte arcate che fungono da cornice a statue e bronzi. Un ruolo principale nella sala è giocato anche dalla raffigurazione delle stagioni, tra cui la Primavera e l'Estate, entrambe affiancate da carcerati. Tipica dell'immaginario inquieto dello Zelotti, vi è una finta finestra in cui si scorge un paesaggio greco di rovine, in contrasto ad una cornice sontuosa arricchita con putti, trofei, armi e strumenti musicali. All'interno delle nicchie sono raffigurate finte statue di Apollo, Bacco, Mercurio e un'ultima divinità non identificabile. Il lampadario è originale ed è del Settecento, in vetro di Murano.

#### Salone Centrale
Ad opera dello Zelotti, è forse una delle sale più rappresentative dello stile decorativo della villa, colmo di scene mitologiche e di elementi d'ispirazione classica. Le pareti sono suddivise da colonne corinzie e strutture timpano, mentre il timpano è sostenuto da un basamento a riquadri monocromi di stile palladiano. Anche qui la finzione e l'illusione sono elementi preponderanti: si trova ad esempio una finta finestra in cui è rappresentato il Ratto di Europa, con Zeus che, trasformatosi in Toro, rapisce la giovane Europa. A sinistra vi è un'altra scena derivante dalla tradizione classica: la Battaglia di Dario e Alessandro, seguita, di lato, dalla Restituzione del corpo di Dario.  In tutta la stanza, e questo vale per entrambe le rappresentazioni psicologiche, lo spettatore è vittima di un prepotente gioco di illusioni, questo si trova ad osservare una scena che sembra compiersi all'esterno. Sopra il portale principale che dà sulla loggia campeggia la rappresentazione di Ercole, la Virtù e la Fatica, incorniciati da un elaborato intreccio ligneo. Nell'architrave è incisa la citazione biblica "et libera nos a malo". Alla finestra invece si vede un uomo in abiti dell'epoca, seduto che osserva la scena, secondo la tradizione è Gerolamo Godi. Altra rappresentazione prestata dalla tradizione romana la Fama fra due Prigioni, che si trova sopra le porte vetrate. Dal soffitto pende un lampadario settecentesco in vetro di Murano.

#### Sala del putto
Questa sala è stata realizzata prevalentemente da Padovano, ed è stata così rinominata a causa del bimbo seduto sulla finestra, guardando il paesaggio. Questa stanza è stata più volte ristrutturata e rimaneggiata; l'ultimo intervento è stato nell'Ottocento e ha visto l'aggiunta di drappi neri per coprire le nudità, poi eliminati nell'ultimo restauro. La sala è decorata da colonne ioniche, finte nicchie e statue di divinità. Si trovano anche dei pannelli con grottesche, con rappresentazioni di elementi alchemici o contadini. Il lampadario è originale, risale al Settecento ed è in cristallo di Boemia.

#### Sala dei trionfi
La sala dei trionfi, ideala da Padovano, prende il nome dalla rappresentazione dei Trionfi di Cesare del Mantegna, opera che ispira il fregio continuo posto nell'alto della sala e che ne influenza non solo il tema ma anche lo stile pittorico. Sopra il camino è rappresentato il Colosso di Rodi, mentre sulla cappa è raffigurata la divinità Securitas, adorata dai culti pre cristiani come protettrice del focolare domestico. Sulle pareti, dei Telamoni sostengono la trabeazione a riquadri monocromo. La scena sul soffitto è stata invece realizzata dallo Zelotti: in un ovale incorniciato da una complessa cornice lignea, Minerva incatena il Vizio, sempre allo stesso artista sono attribuiti i riquadri con i putti che si vedono sul soffitto. In questa sala non c'è un lampadario, ma dei sostegni per torce risalenti al seicento.

#### Sala dei Cesari
Realizzata da Padovano, questa stanza è caratterizzata da una scelta dei colori ben studiata: la palette va dal bianco ai grigi con delle punte di ocra e oro negli elementi più importanti, come i busti degli imperatori o i capitelli delle colonne che suddividono le pareti in riquadri aperti su paesaggi naturali. In quasi tutti questi affreschi è rappresentata una natura rigogliosa: cieli, fiumi, alberi, mentre la presenza dell'uomo è limitata a piccole sagome marginali o a piccoli elementi architettonici. Come sovrapporte e sopra la cappa del camino sono allineati i busti degli imperatori romani, da questa caratteristica il nome della sala, motivo iconografico usato spesso nelle domus romane di imperatori e nobiltà. La serie degli imperatori non è quella individuata dallo scrittore latino Svetonio, nel "De vita duodecim Caesarum libri VIII", ma presenta aggiunte del committente, probabilmente interessato a mostrare le sue illustri origini familiari, ritenendosi discendente diretto di un imperatore. La scelta era molto popolare tra la nobiltà dell'epoca.

#### Sala dei sacrifici
Sempre ad opera di Gualtiero Padovano, la stanza viene così chiamata in riferimento alle raffigurazioni dei sovrapporte, i quali rappresentano scene di sacrifici religiosi di tradizione romana. Queste scene sono tutte riprodotte in monocromo, a contrasto con il resto della sala, decorata con toni tenui e vedute paradisiache. Le colonne doriche, di color rosa tenue, reggono una trabeazione continua; negli spazi tra esse sono ricavate nicchie in finto bugnato, statue di divinità classiche e scorci paesaggistici.

## Giardini
Il parco della villa fu progettato nell'Ottocento dall'architetto vicentino Antonio Caregaro Negrin. Si tratta di un giardino romantico all'inglese caratterizzato da 2,5 km di viali, ricco di corsi d'acqua e di laghetti. All'interno del Parco si potranno visitare alcuni luoghi di particolare suggestione quali l'angolo delle memorie, l'angolo del silenzio e il notevole viale alberato. Il parco, così come è oggi, è stato risistemato nel 1852 per volere del Conte Andrea Piovene, al suo centro vi si trova anche un piccolo lago con cigni. Sul retro della villa invece si trovano i giardini all'italiana, che risalgono all'inizio del 700, decorati con vasche, fontane e una cinquantina di statue attribuite al Marinali e all'Albanese.

## Museo dei fossili
Il Museo dei fossili, fondato dal conte Andrea Piovene nel 1852, raccoglie oltre 300 reperti di fossili trovati dal geologo Achille de Zigno nel vicino Chiavon. Al suo interno viene custodita la palma fossile completa di radici e foglie più lunga del mondo (9 metri). L'ultima ristrutturazione del museo è del 2006 ad opera della ProLugo (Pro loco di Lugo).
Ai visitatori è destinata una dedica lasciata dal prof. Remo Malinverni:

## Nei media
In questa villa nel 1953 furono girate alcune scene del film Senso di Luchino Visconti.
Nel 2013 Villa Godi Malinverni ha ospitato un Real TV della principale Televisione Coreana.